# Disneylândia (antologia)
The Wonderful World of Disney é uma série de antologia para a televisão com vários outros títulos, produzida pela Walt Disney Company e transmitida em várias cadeias de televisão norte-americanas desde 1954.
A versão original estreou na ABC na quarta-feira, 27 de outubro de 1954. O programa foi transmitido semanalmente em uma das três grandes redes de televisão até 1990, um período de 36 anos com apenas um hiato de dois anos em 1984-85. A série foi transmitida no domingo por 25 desses anos. De 1991 a 1997, a série foi ao ar com pouca frequência.
O programa retomou uma programação regular em 1997 na programação de outono da ABC, coincidindo com a recente compra da rede pela Disney. De 1997 a 2008, o programa foi ao ar regularmente no ABC. Desde então, a ABC continuou a série como uma apresentação especial ocasional de 2008 em diante, a mais recente sendo um especial de música natalícia em novembro de 2019. Em maio de 2020, a série voltou com filmes da biblioteca Disney+.
O programa teve apenas dois apresentadores, o fundador e ex-presidente, Walt Disney, e o ex-presidente e C.E.O., Michael Eisner.
Esta série foi exibida em Portugal na RTP, no início dos anos 60, às quartas-feiras, às 21 horas.